# Roanne (Meurthe)
Die Roanne ist ein knapp 16 Kilometer langer Bach, der im französischen Département Meurthe-et-Moselle in der Region Grand Est verläuft und sie ist ein rechter und nordöstlicher Zufluss der Meurthe.

## Geographie

### Verlauf
Die Roanne entspringt unter dem Namen Ruisseau de Hoéville  auf einer Höhe von etwa 265 m beim gleichnamigen Ort Hoéville. Sie entwässert generell in südwestlicher Richtung.
In ihrem Mündungsabschnitt quert die Roanne den Rhein-Marne-Kanal und die Bahnstrecke Paris–Strasbourg und mündet schließlich im Gemeindegebiet von Saint-Nicolas-de-Port auf einer Höhe von ungefähr 201 m von rechts in die Meurthe.
Der 15,86 km lange Lauf der Roanne endet ungefähr 64 Höhenmeter unterhalb ihrer Quelle, sie hat somit ein mittleres Sohlgefälle von etwa 4 ‰.

### Einzugsgebiet
Das 77 km² große Einzugsgebiet der Roanne liegt im Lothringer Stufenland und wird durch sie über die Meurthe, die Mosel und den Rhein zur Nordsee entwässert.
Es grenzt
- im Nordosten und Osten an das Einzugsgebiet des Ruisseau du Moulin, der über den Ruisseau d'Athienville und die Loutre Noire in die Mosel entwässert;
- im Südosten und Süden an das des Ruisseau de l'Etang de Serre, der über Sânon in die Meurthe entwässert;
- im Süden an das der Sânon;
- im Südwesten an das des Rupt de Mandre, der in die Meurthe mündet;
- im Westen an das Ruisseau du Vieux Moulin der ebenfalls ein Zufluss der Meurthe ist;
- im Nordwesten an das des Ruisseau de Gremillon, ein weiterer Zufluss der Meurthe und
- im Norden an das der Meurthe-Zuflusses Amezule.

Das Einzugsgebiet wird zum größten Teil landwirtschaftlich genutzt.

### Zuflüsse
(Reihenfolge in Fließrichtung)
- Ruisseau de Hoéville (rechter Quellbach), 3,2 km[5]
- Ruisseau de l'Accord (linker Quellbach), 3,2 km
- Ruisseau de la Praye (links), 2,5 km
- Ruisseau l'Embanie (rechts), 4,7 km
- Ruisseau de l'Etang Vittel (rechts), 4,2 km
- Ruisseau du Petit Etang (rechts), 5,5 km
- Ruisseau de Bronze (rechts), 4,0 km

### Orte
(Reihenfolge in Fließrichtung)
- Hoéville
- Courbesseaux
- Buissoncourt
- Haraucourt
- Lenoncourt
- Lorette, Gemeinde Varangéville
- Saint-Nicolas-de-Port

## Wirtschaft
Im Roanne-Tal wird schon seit Anfang des 20. Jahrhunderts Steinsalz gewonnen. Dabei kommen zwei verschiedene Methoden zum Einsatz: Trockener Abbau in Form von Untertagebau in Varangéville (La Mine de Sel de Varangéville) und Feuchter Abbau durch Bohrspülwerke in Harancourt (Solvay). Historische technische Anlagen zur Salzgewinnung sind als Monument historique verzeichnet.
Die bei Haraucourt angewendete Methode der Salzgewinnung durch Aussolung führt dazu, dass bei den ausgebeuteten kreisrunden Segmenten die Oberflächen zum Einbrechen gebracht und schlussendlich mit Wasser bedeckt werden. Die dadurch entstehenden Seen führen zu einer massiven Veränderung der Landschaftsstruktur und zu einem ökologischen Wandel durch Änderung der Flora und Fauna. Andererseits haben sie auch einen negativen Einfluss auf die an der Grenze verlaufende Roanne, da der verstärkte Salzgehalt des Wassers sich unter anderem negativ auf die dortige Fischpopulation auswirkt.